# Выкса-фестиваль

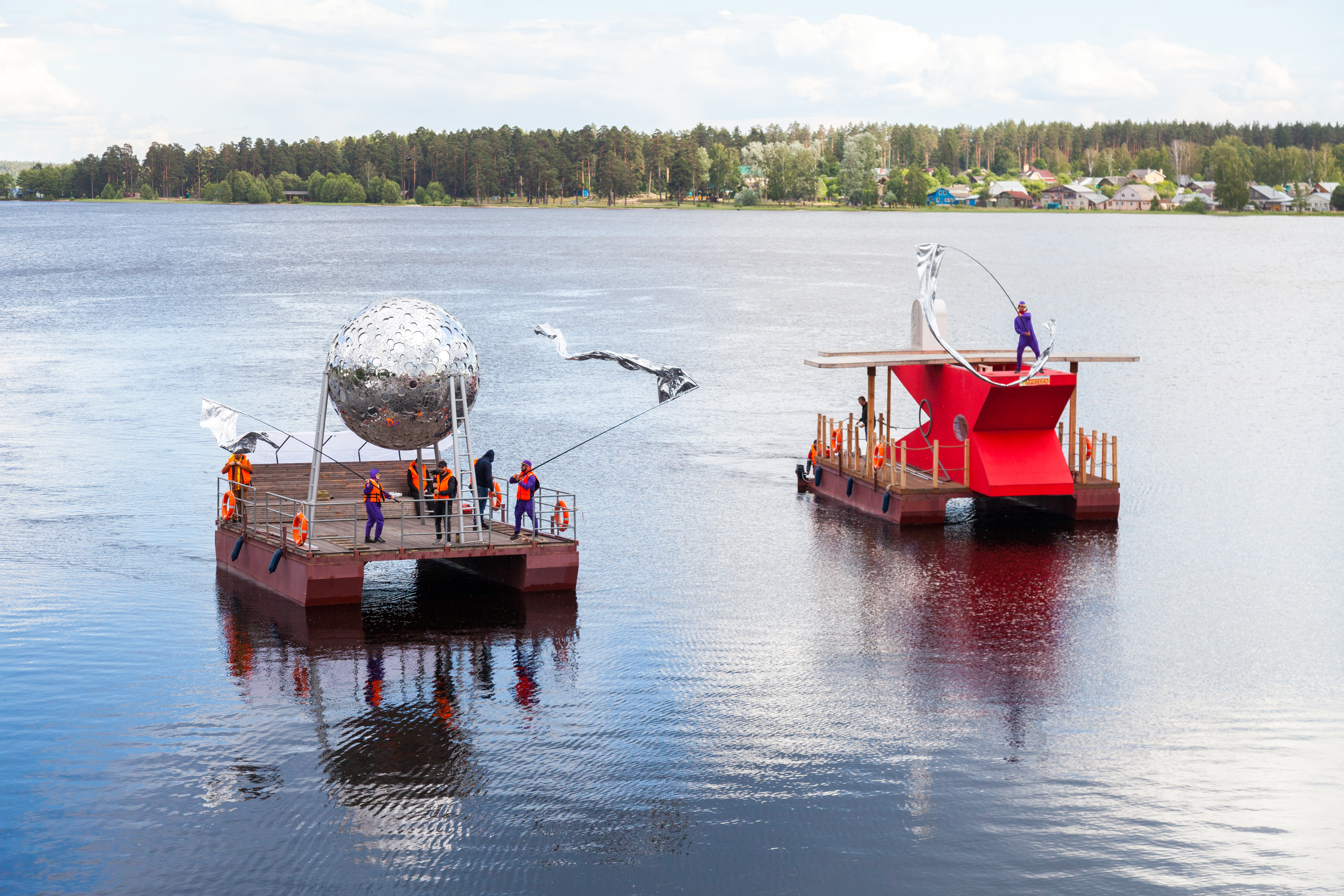
Арт-плоты на «Арт-Овраге» в 2018 году

«Выкса-фестиваль» (в 2011—2020 годах — «Арт-Овраг», в 2021 году — «Выкса / Арт-Овраг») — российский фестиваль современной культуры, проводимый в городе Выкса Нижегородской области.

## История
Фестиваль организован в 2011 году по инициативе соучредителя благотворительного фонда «ОМК-Участие» Ирины Седых при поддержке Объединённой металлургической компании, в которую входит градообразующее предприятие Выксы — Выксунский металлургический завод. Заявленная цель — реализация творческого потенциала жителей Выксы и их вовлечение в преображение города.
Долгое время основной частью был фестиваль стрит-арта, который проводится ежегодно, в июне, в течение нескольких дней. Каждые три года меняется команда организаторов.
В разные годы в рамках фестиваля также проводились:
- «Арт-плоты» — в 2017 году созданы 5 «архитектурных плотов» на Верхне-Выксунском пруде, на которых катаются люди[5].
- «Арт-дворы» — проект по оформлению дворов.
- «Арт-резиденция» — место, где на постоянной основе живут разные художники.

К 2018 году в Выксе находилось около 50 настенных граффити на фасадах домов, созданных в рамках фестиваля. Для их создания приезжают художники из других городов. Часть граффити была уничтожена жителями — по данным опросов, проводимых после первых фестивалей, более половины жителей относились негативно или нейтрально к фестивалю.
За время существования фестиваля в городе Выкса было создано около 100 стрит-арт-работ, паблик-арт-объектов и объектов городского дизайна, запущена программа промышленного туризма и открыта арт-резиденция «Выкса», где побывали уже более 50 художников со всего мира.
В 2021 году начал работу сайт Artvyksa.ru, где собрана вся информация об арт-объектах, созданных в рамках фестиваля. На нём размещены подробности о каждом объекте (в том числе утраченных и временных), технике и стиле исполнения, истории, мнение художника, фотографии.

### 2011—2013
Кураторами фестивалей были Константин Гроусс и Дмитрий Алексеев. Акцент был сделан на молодёжной культуре: устраивали соревнования, выступления и мастер-классы по скейтбордингу, BMX, танцевальным битвам, аудиовизуальному искусству и граффити.

Андрей Бергер и Марат Морик (2013)

В городе появилось большое количество арт-объектов. В нём работали лондонский архитектор Томас Ньюджент, японская художница Маюко Огава, художник Мартин Шольт из Германии, немецкий уличный художник EVOL, французский художник Филипп Боделок.
В 2012—2013 годах куратором площадки «уличное искусство» выступил нижегородский уличный художник Никита Nomerz. За два года в Выксе было создано более 100 стрит-арт объектов от российских уличных художников.
В 2012 году российский уличный художник Паша 183 создал в Выксе несколько работ, в том числе мурал «Сказка о потерянном времени» и «Мадонна». На стенах жилых домов Выксы также появились муралы «Хороший урожай» Славы ПТРК из Екатеринбурга, работы Рустама Салемгараева из Казани, Андрея Бергера из Барнаула и Марата Морика из Новосибирска.
В 2013 году венгерский художник Габор Миклош Сёке создал в Выксе свою версию геральдического символа основателей города братьев Баташевых. Над шестиметровым деревянным единорогом художник и волонтеры работали в городском парке две недели.

### 2014—2016
Куратором фестивалей был Олег Шапиро. В 2014 году было создано новое направление фестиваля — «Арт-Двор». Желание участвовать в проекте выразили более 70 дворов. Кураторы арт-дворов — архитекторы и урбанисты — вместе с жителями преобразовали 11 общественных пространств.

### 2017—2019
Кураторами фестивалей были Юлия Бычкова и Антон Кочуркин.
В 2017 году в рамках программы «Арт-плоты» на Верхне-Выксунском пруде были созданы пять арт-объектов на плотах, авторами которых стали дизайн-бюро Wowhaus, арт-группа «Алыча», художник Леонид Тишков, француз Жан-Филипп Пуаре-Виль и жительница Выксы Екатерина Кулева. После фестиваля плоты были переданы в пользование городу.
С 2017 года организаторы фестиваля в рамках параллельной программы начали привлекать жителей Выксы к сотворчеству не только в оформлении своих дворов, но и современном искусстве. Также была открыта арт-резиденция, которая с 2017 года приняла более 50 художников, среди которых Гоша Острецов, Иван Горшков, Владимир Абих и Хаим Сокол.
В том же году на фасаде промышленного комплекса «Стан-5000» Выксунского металлургического завода появился самый большой в мире настенный рисунок, выполненный одним художником, — мурал «Эволюция-2» Миши Most.
В 2018 году в рамках фестиваля был показан перформанс «Страсти по Мартену» режиссёра Анны Абалихиной, посвящённый остановке последней в России крупной мартеновской печи. Перфоманс получил государственную премию в области современного искусства «Инновация-2019» и гран-при премии имени Сергея Курёхина в области современного искусства.
Также в 2018 году художник Тимофей Радя создал в Выксе объект «Всё это не сон».
В 2019 году был открыт индустриальный стрит-арт парк с коллекцией работ уличных художников на территории действующего Выксунского металлургического завода.

### 2020—2023
В 2020 году артистическим директором фестиваля стал Фёдор Павлов-Андреевич. Из-за пандемии COVID-19 в Выксе был объявлен карантин, и фестиваль трансформировался в проект временного медиа — «Город удивительных людей» по поддержке людей на самоизоляции. Ведущими и участниками онлайн-программ были культурные и общественные деятели, психологи и врачи — более 120 экспертов из самых разных сфер. Карантин в Выксе длился 6 недель, на протяжении которых проект осуществлял ежедневное вещание.
Осенью 2020 года в индустриальном стрит-арт парке Выксунского металлургического завода появилась самая большая живописная работа основателя соц-арта Эрика Булатова. За 20 дней 6 художников нанесли на стену трубоэлектросварочного цеха завода рисунок, соединяющий две работы Булатова — «Стой — Иди» и «Амбар в Нормандии».
В 2021 году в Выксе состоялась резиденция российской писательницы Людмилы Петрушевской. Режиссёр Андрей Маник создал краеведческие променады «По углам», «По домам», «По водам», показывающие город с разных сторон. Также на фестивале представили программу «Выкса. Доступ есть», позволяющую людям с инвалидностью стать активными участниками культурной жизни города.
В 2021 году американский архитектор Чарльз Ренфро презентовал проект «Пустой пьедестал» — место, в котором художники и скульпторы представляют свои работы, созданные в соавторстве с местными жителями. Первой скульптурой на «Пьедестале» стала работа «Открытая балалайка» современной бразильской художницы Вивиан Каккури.
Состоялся музыкально-пространственный перформанс «Триоратория» художника и режиссёра Екатерины Бочавар — выступление возрожденного к фестивалю большого выксунского хора, московского «Хроноса» Евгения Скурата и выксунского детского хора с ораториями, написанными под впечатлением от архитектурных объектов.
В 2022 году фестиваль прошел под новым названием «Выкса фестиваль». Программа включала 32 события, «которые современные художники, артисты и музыканты создавали в соавторстве с жителями Выксы». Главными событиями фестивальных уикендов были большие концерты. В событиях фестиваля приняли участие около 20 тысяч человек, включая иногородних.

## Галерея

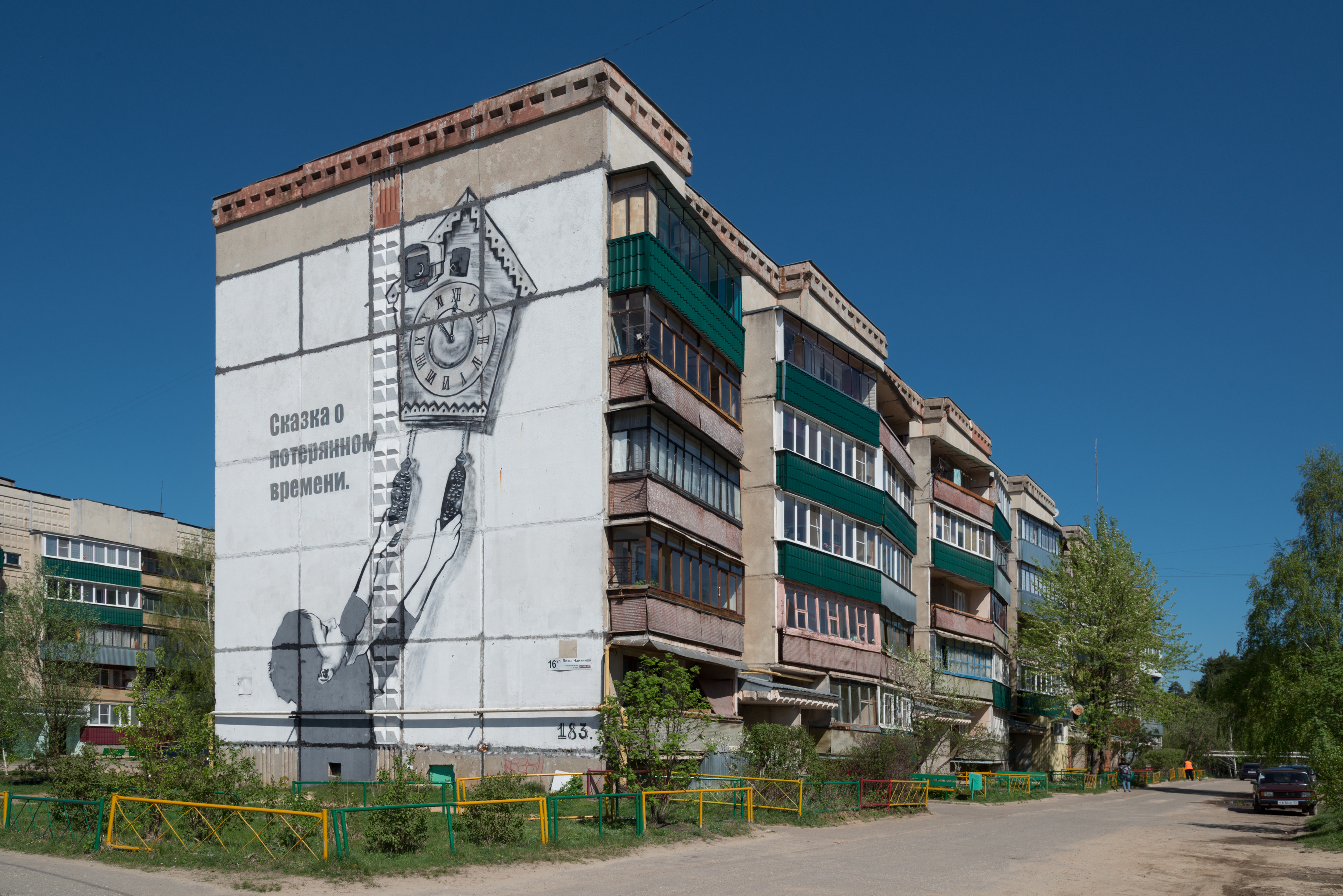
Работа Паши 183 «Сказка о потерянном времени»
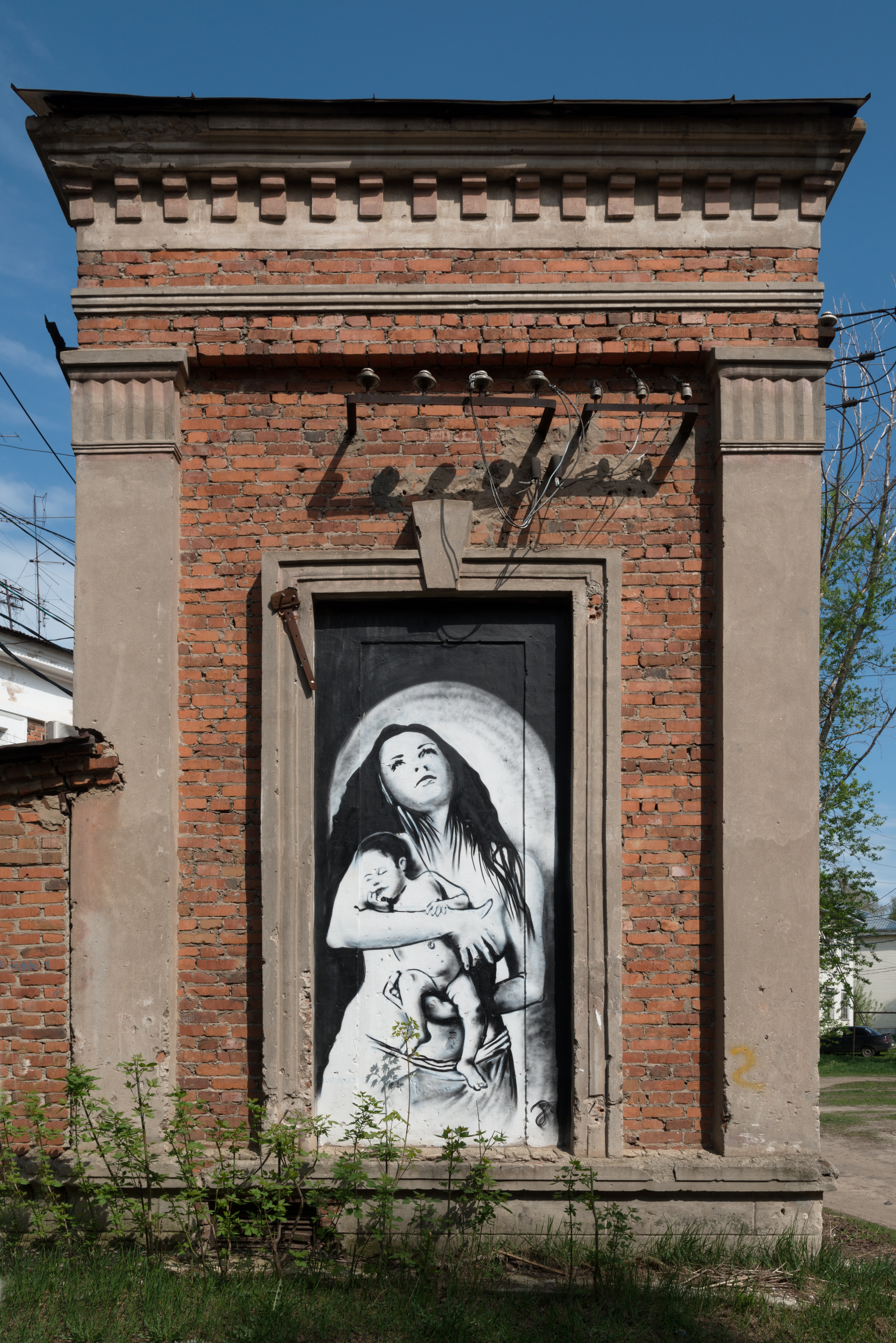
Работа Паши 183 «Мадонна с младенцем»
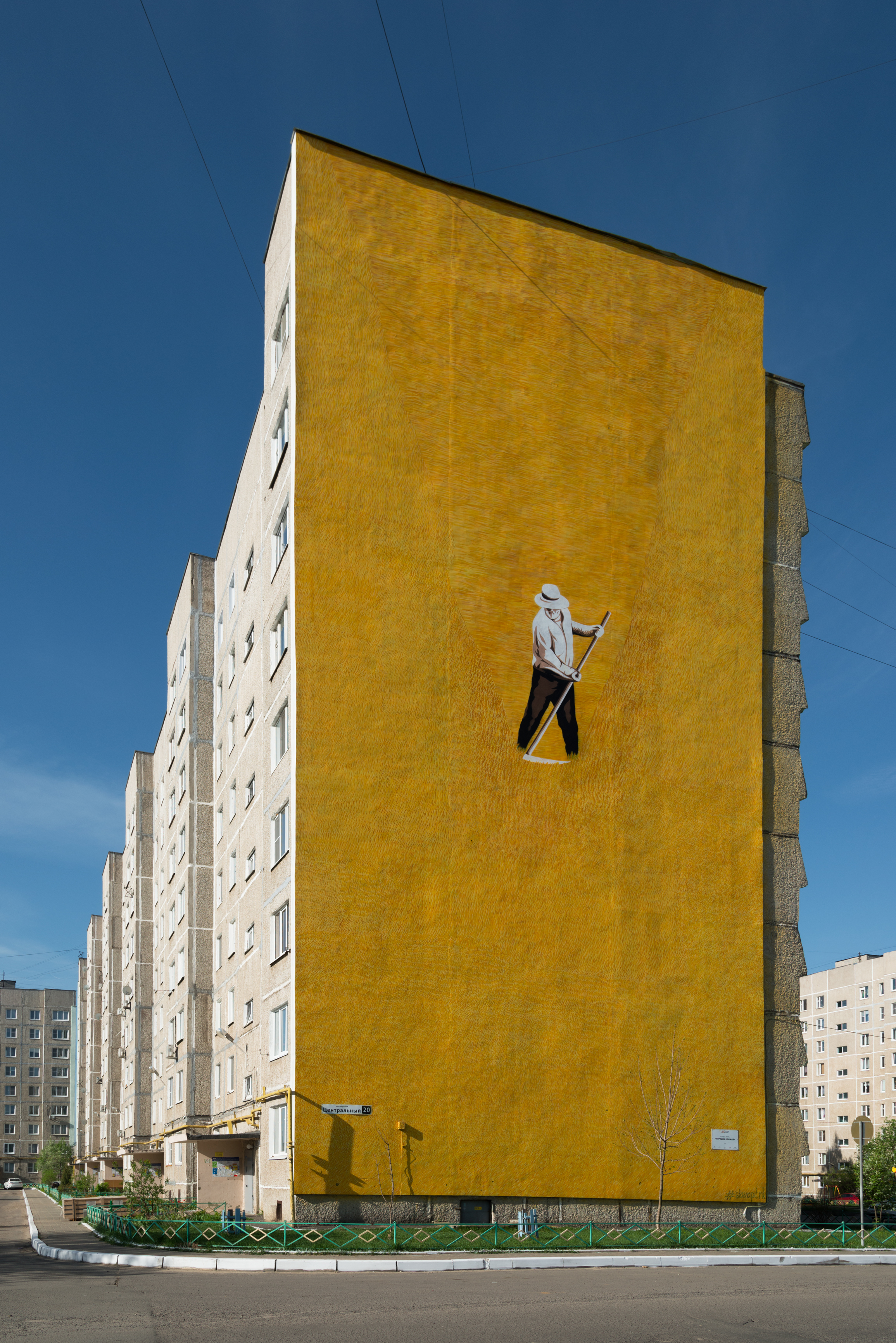
Работа Славы ПТРК «Хороший урожай», созданная на «Арт-Овраге» в 2016 году
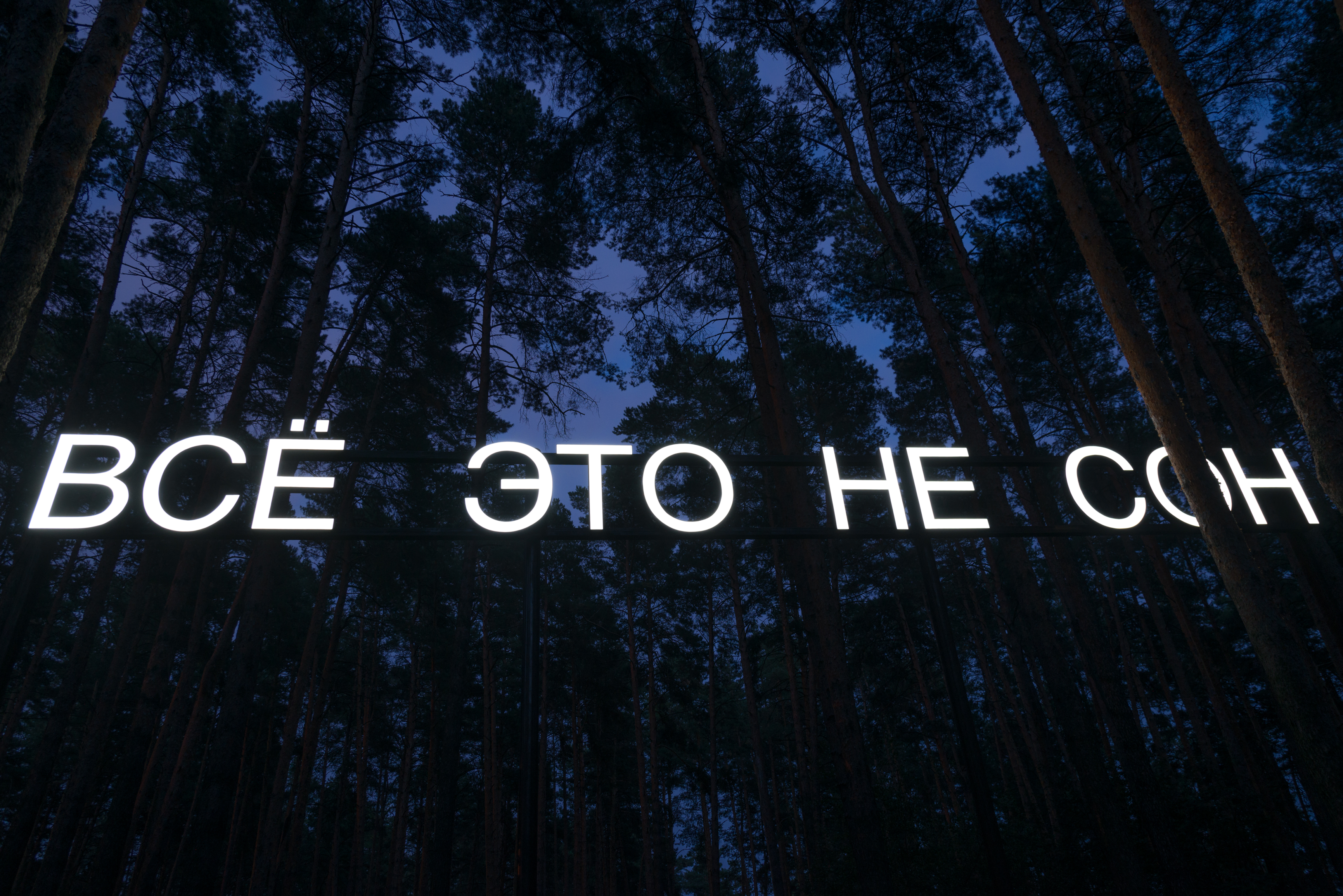
Инсталляция Тимофея Ради «Всё это не сон», созданная на «Арт-Овраге» в 2018 году

## Оценки
Газета «Коммерсантъ» приводит этот проект как пример того, как моногород пытаются спасти искусством, о том же — превращении моногорода в культурный центр, пишут «Известия». Журнал «Русский репортер» также приводит этот фестиваль как пример оживления города. «Известия» пишет, что «За восемь лет жизни „Арт-оврага“ в городе изменилась не только среда, но и люди», с этим согласны другие издания. «Благодаря „Арт-Оврагу“ Выкса обзавелась и собственным скейтпарком, обновила детские площадки и, главное, сделала немного активнее самих выксунцев». Он приводится как пример успешной урбанистики в России и попытки удержать молодежь в городе.